# Lebeckia contaminata
Lebeckia contaminata là một loài thực vật có hoa trong họ Đậu. Loài này được (L.) Thunb. miêu tả khoa học đầu tiên.